# Nikolaj Michajlovič Prževal'skij
Nikolaj Michajlovič Prževal'skij, in russo Николай Михайлович Пржевальский?, anche scritto Przewalski (Gubernija di Smolensk, 12 aprile 1839, 31 marzo del calendario giuliano – Karakol, 1º novembre 1888, 20 ottobre del calendario giuliano), è stato un esploratore russo.

## Biografia
Prževal'skij nacque in un villaggio dell'allora Gubernija di Smolensk, da una famiglia della nobiltà polacca (il cui nome originale, in polacco, era: Przewalski), e studiò nella propria città natale e poi a San Pietroburgo, presso l'accademia militare. Nel 1864 divenne insegnante di geografia alla scuola militare di Varsavia.
Nel 1867, Prževal'skij chiese alla Società geografica russa di essere inviato a Irkutsk, nella Siberia Orientale. La sua intenzione era quella di esplorare il bacino del fiume Ussuri, tributario del fiume Amur. Questa fu la sua prima spedizione di una certa importanza, e durò due anni. Prževal'skij pubblicò il diario di tale spedizione, con il titolo di Viaggi nella regione dell'Ussuri, 1867-69.
Negli anni successivi, effettuò quattro viaggi in Asia Centrale:
- 1870-1873 da Kjachta, attraversò il deserto del Gobi fino a Pechino, per poi esplorare il corso superiore dello Yangtze (Chang Jiang), e nel 1872 passò nel Tibet. Esaminò oltre 18.000 km2, raccolse e portò con sé 5.000 tipi di piante, 1.000 specie di uccelli e 3.000 di insetti, oltre a 70 rettili e le pelli di 130 diversi mammiferi. Prževal'skij venne premiato con la Medaglia di Costantino dalla Società Geografica Imperiale, promosso generale di corpo d'armata, assegnato allo Stato Maggiore dello Zar, e ricevette l'Ordine di San Vladimiro di quarta Classe. Il viaggio fornì allo Stato Maggiore importanti informazioni su una rivolta musulmana nel regno di Yakub Beg, nella Cina occidentale, e le sue lezioni presso la Società Geografica Imperiale venivano accolte con "applausi scroscianti" da un pubblico enorme. Il giornale russo Golos definì il viaggio "uno dei più audaci della nostra epoca".
- 1876-1877, nel corso del viaggio nel Turkestan orientale, attraverso la catena del Tian Shan, visitò quello che ritenne essere il lago Lop Nur, che si riteneva non fosse stato visitato da nessun europeo dai tempi di Marco Polo (anche se August Strindberg riteneva che quasi due secoli prima lo avesse preceduto Johan Gustaf Renat). La spedizione era composta da dieci uomini, 24 cammelli, quattro cavalli, tre tonnellate di bagagli ed un budget di 25.000 rubli, ma venne minata dalle malattie e dalla scarsa qualità dei cammelli. Nel settembre 1877, la carovana venne rifornita con cammelli migliori e cavalli, 72.000 munizioni e grandi quantità di brandy, tè e lokum, partendo quindi per Lhasa, che non riuscì però a raggiungere.
- 1879-1880 attraverso Hami ed il bacino del Qaidam verso il lago Koko Nor. Poi sopra le montagne del Tian Shan entrò in Tibet, fino a circa 260 km da Lhasa, prima di essere rimandata indietro da ufficiali tibetani.
- 1883-1885, da Kjachta attraverso il deserto del Gobi, fino ad Alashan ed alle montagne orientali del Tian Shan, tornando indietro allo Yangtze. Poi ritorno a Koko Nor, ed in direzione ovest verso Khotan ed il lago Issyk Kul.

I risultati di queste estese esplorazioni aprirono una nuova epoca nello studio della geografia dell'Asia Centrale, come anche allo studio della fauna e della flora di quest'area, al tempo relativamente sconosciute per gli occidentali. Tra le altre cose, descrisse le popolazioni selvatiche dei cammelli, come anche dei cavalli di Przewalski e delle gazzelle di Przewalski, che presero il suo nome in molte lingue europee. Gli scritti di Prževal'skij comprendono cinque grandi libri scritti in russo, e due traduzioni in inglese: Mongolia, la nazione Tangut (1875) e Da Kulija, attraverso il Tian Shan, a Lob-Nor (1879).
Prževal'skij morì di tifo esantematico, non molto tempo dopo l'inizio del suo quinto viaggio, a Karakol sulle rive del lago Issyk-Kul, nell'odierno Kirghizistan. Lo Zar fece subito cambiare il nome della città in Prževal'sk. Esistono monumenti dedicati a lui, ed un museo sulla sua vita e sul suo lavoro, a Prževal'sk ed un altro monumento a San Pietroburgo.
Meno di un anno dopo la sua prematura scomparsa, Michail Vasil'evič Pevcov gli succedette come capo della spedizione nell'interno dell'Asia Centrale. Il lavoro di Prževal'skij venne portato avanti dal suo giovane allievo Pëtr Kuz'mič Kozlov.